# Unabhängige Wählergemeinschaft Kreis Borken
Die Unabhängige Wählergemeinschaft Kreis Borken (kurz: UWG Kreis Borken, oder UWG) ist ein Verband von Wählergruppen im Kreis Borken. Der Verband wurde 1984 gegründet. Mitglieder sind die Wählergruppen in den Kommunen des Kreises. Die UWG ist seit 1989 im Kreistag vertreten und ist seither drittstärkste politische Kraft hinter CDU und SPD und vor den Grünen und den Liberalen.
Der Verband hat die Rechtsform eines eingetragenen Vereins (e. V.).

## Mitgliedsgruppen
- Unabhängige Wählergruppe Ahaus (UWG): In jedem der sechs Ortsteile von Ahaus existiert eine Untergruppe der UWG. Die UWG Ahaus entstand 1979 aus Protest gegen das Brennelemente-Zwischenlager Ahaus(BZA) und erreichte bei der Wahl zum Stadtrat auf Anhieb 25 % und 10 Sitze. Sie stellte sich schon 1989 gegen die Gesundheitsbelastung durch  Tieffluglärm.
- Unabhängige Wählergruppe Bocholt
- Unabhängige Wählergemeinschaft – UWG Borken
- Unser Wohnort Gescher – UWG Gescher: Die UWG Gescher gründete sich 1994 und ist seitdem im Rat der Stadt Gescher vertreten.
- UWG Heiden
- UWG – Unabhängige Wählergemeinschaft Legden-Asbeck
- UWG Raesfeld-Erle: Die UWG Raesfeld wurde am 19. September 1969 gegründet. Die UWG Erle wurde bereits acht Jahre vorher, am 19. März 1961 gegründet und ist somit die älteste Mitgliedsgruppe. Nachdem die beiden Gemeinden durch die Gebietsreform 1975 vereinigt wurden, haben sich auch die beiden Wählergruppen zusammengeschlossen.
- Unabhängige Wählergemeinschaft Reken
- Unabhängige Wählergemeinschaft Rhede
- UWG Schöppingen
- UWG Stadtlohn
- UWG Südlohn-Oeding
- UWG Velen Ramsdorf
- UWG Vreden 1975

Neben den Mitgliedsgruppen existieren im Kreis Borken noch zwei weitere Wählergruppen, die dem Verband nicht angehören: „Wüllen unser Dorf“ und „Stadtpartei Bocholt“ (trotz des Namens eine Wählergruppe).

## Wähleranteile und Mandate
Im Kreistag ist die UWG seit 2020 viertstärkste Kraft. In den meisten Kommunen des Kreises Borken ist die UWG ebenfalls vertreten, teilweise als zweitstärkste Kraft.
| Wahlperiode | Wahlperiode | Kreistag | Kreistag | Räte       |
| XII:        | 1994–1999   | 7,7 %    | 4 von 64 |            |
| XIII:       | 1999–2004   | 8,0 %    | 5 von 60 |            |
| XIV:        | 2004–2009   | 9,8 %    | 6 von 60 | 71 von 572 |
| XV:         | 2009–2014   | 6,0 %    | 4 von 60 |            |
| XVI:        | 2020–2025   | 7,3 %    | 4 von 60 |            |